# Elisabeth Auguste Sofie af Pfalz–Neuburg
Elisabeth Auguste Sofie af Pfalz–Neuburg (1693–1728) var det sidste medlem af den yngre neuburgske linje (Pfalz-Zweibrücken-Neuburg).  

## Forfædre
Elisabeth Auguste Sofie var sønnedatter Filip Vilhelm af Pfalz, der havde været kurfyrste fra 1685 til 1690. Hendes far og hendes farbror havde også været kurfyrster af Pfalz. Desuden var hun oldedatter af landgreve Georg 2. af Hessen-Darmstadt.
Elisabeth Auguste Sofie var tipoldedatter af Filip Ludvig, pfalzgreve af Pfalz-Neuburg, Vilhelm 5., hertug af Bayern, landgreve Ludvig 5. af Hessen-Darmstadt og kurfyrste Johan Georg 1. af Sachsen.  

## Familie
Hun var gift med arveprins Joseph Karl af Pfalz-Sulzbach. Da Joseph Karls far overlevede både sin søn og svigerdatter, blev Joseph Karl ikke hertug af Pfalz-Sulzbach. 
Elisabeth Auguste Sofie og Joseph Karl fik syv børn, men kun tre af døtrene nåede deres syv års fødselsdag: 
- Karl Philipp August af Pfalz (1718–1724)
- Innocenza Maria, pfalzgrevinde af Pfalz (1719–1719)
- Elizabeth Augusta of Sulzbach (1721–1794), gift med Karl Theodor, kurfyrste af Pfalz og Bayern.
- Maria Anna, pfalzgrevinde af Pfalz (1722–1790), gift med Clemens Franz de Paula af Bayern (en sønnesøn af Maximilian 2. Emanuel af Bayern)
- Maria Franziska af Pfalz-Sulzbach (1724–1794), gift med Frederik Michael af Zweibrücken-Birkenfeld, næstældste søn af Christian 3. af Pfalz-Zweibrücken.
- Karl Philipp August, pfalzgreve af Pfalz (1725–1728)
- en søn, pfalzgreve af Pfalz (1728–1728)

## Efterkommere
Elisabeth Auguste Sofie og Joseph Karl blev bedsteforældre til bl.a. kong  Maximilian 1. Joseph af Bayern.
De blev oldeforældre til bl.a.:
- Ludvig 1. af Bayern
- Augusta af Bayern (mor til Josefine af Sverige og Norge)
- Ludovika Wilhelmine, hertuginde i Bayern (gift med Max Joseph, hertug i Bayern)
- Elisabeth Ludovika af Bayern (gift med Frederik Wilhelm 4. af Preussen)
- Karoline Auguste af Bayern (gift med kronprins Vilhelm af Württemberg og senere med kejser Frans af Tysk-romerske rige og Østrig)
- Amalie Auguste af Bayern (gift med Johan 1. af Sachsen)
- Maria Anna af Bayern (gift med Frederik August 2. af Sachsen)
- Sophie af Bayern (gift med Franz Karl af Østrig og mor til Franz Joseph 1. af Østrig-Ungarn)

De blev også oldeforældre til Pius August, hertug i Bayern

## Literatur
- Hans Rall: Wittelsbacher Lebensbilder von Kaiser Ludwig bis zur Gegenwart, München 1976

## Weblinks
Elisabeth Auguste Sofie af Pfalz–Neuburg på Find a Grave (engelsk)